# Нордхолц
Нордхолц (њем. Nordholz) општина је у њемачкој савезној држави Доња Саксонија. Једно је од 57 општинских средишта округа Куксхафен. Према процјени из 2010. у општини је живјело 7.560 становника. Посједује регионалну шифру (AGS) 3352040.

## Географски и демографски подаци
Нордхолц се налази у савезној држави Доња Саксонија у округу Куксхафен. Општина се налази на надморској висини од 9 метара. Површина општине износи 65,1 km². У самом мјесту је, према процјени из 2010. године, живјело 7.560 становника. Просјечна густина становништва износи 116 становника/km².